# Prostituant

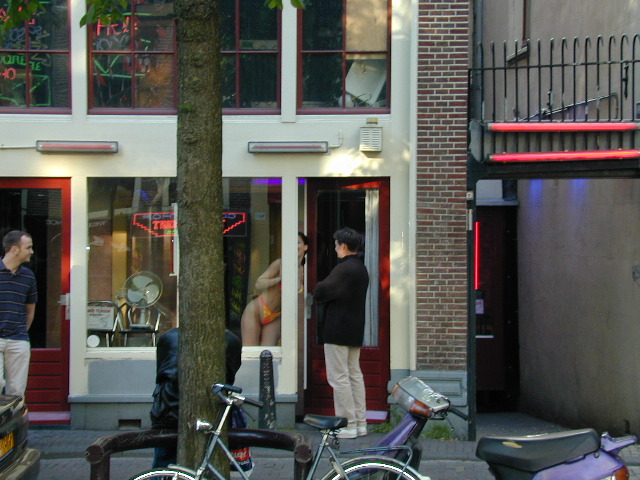
Prostituant bezoekt prostituee. Amsterdam, 2000

Een prostituant is iemand die geld betaalt om seksuele handelingen te verrichten met een prostituee. In de volksmond wordt diegene hoerenloper genoemd, terwijl de prostituanten zichzelf wandelaars noemen.
Het aantal prostituanten in Nederland is niet precies bekend. De Rode Draad, een voormalige belangenorganisatie van Nederlandse prostituees, schatte het aantal prostituees in Nederland op 30.000. Volgens een onderzoek uit 1999 van de GG&GD en de Stichting soa-bestrijding werken er in Nederland naar schatting tegen de 25.000 prostituees. Daarvan is ongeveer 5% man en nog eens 5% transseksueel of transgender. Uiteraard is het aantal prostituanten vele malen groter. 

## Contact tussen prostituee en prostituant
Een prostituant neemt het initiatief tot het contact met een prostituee, door het bezoeken van een bordeel, het bellen van een escortservice of het bezoeken van een tippelzone. Soms rijden ze langzaam door een tippelzone ('kerb crawling') of hangen ze daar rond. De komst van internet zorgde voor meer mogelijkheden voor prostituanten om zich te oriënteren. Veel prostituanten vinden inmiddels op die wijze hun adressen. Vanuit een van de Engelse benamingen voor een prostituee, "hooker", is de website Hookers, gericht op prostituanten, ontstaan.

## Overlast
Prostituanten zorgen soms voor overlast. 'Kerb crawlers' kunnen in een tippelgebied voor verkeersopstoppingen zorgen, doordat ze in groten getale langzaam telkens dezelfde rondjes rijden en daarmee ander verkeer hinderen. Soms spreken prostituanten vrouwelijke voorbijgangers aan in de veronderstelling dat zij eveneens prostituees zijn; deze kunnen dat als onprettig ervaren. Indien prostituees geen peeskamer ter beschikking hebben, vinden seksuele handelingen in een steegje of geparkeerde auto plaats. Passanten vinden dit soms niet prettig om te zien. In 2009 kwam Barcelona in het nieuws wegens publieke ergernis over openlijk op straat plaatsvindend seksueel verkeer tussen toeristen en prostituees.

## Problemen en hulpverlening
Zoals bij iedere vorm van seksualiteit bestaat er bij prostitutie de mogelijkheid dat het contact uitloopt op problemen, zoals teleurstelling of misbruik. Er zijn in Nederland diverse vormen van hulpverlening voor prostituanten met problemen. De zelfhulpgroep van de Man / Vrouw & Prostitutie Stichting belegde in de jaren '90 bijeenkomsten van prostituanten en wierp zich op als belangenbehartiger en spreekbuis.
Andere vormen van hulpverlening gaan ervan uit dat prostituanten lijden aan seksverslaving. Een dergelijke zelfhulpgroep is de SA.
De overheid is in 2004 een onderzoek gestart naar het veilig en onveilig vrijgedrag van de prostituanten.

## Legale status
De legale status van het bezoeken van prostituees verschilt per land.
In sommige landen, zoals Nederland, is een bezoek aan een prostituee niet strafbaar, mits deze minstens 18 jaar is (aanhangig: 21 jaar, en geregistreerd). De prostituee mag alleen klanten die minstens 16 jaar zijn accepteren. Enkele gemeenten proberen echter prostitueebezoek actief tegen te gaan. Zo wilde de gemeente Heerlen in 2004 het kenteken van hoerenlopers noteren en zodoende een dwangsom opleggen. De Rijksdienst voor het Wegverkeer (RDW) heeft de personalia van de kentekenhouders echter niet verstrekt.
In veel andere landen is het bezoeken van prostituees strafbaar. 
In Zweden wordt het bezoeken van prostituees bestraft met boetes tussen de 540 en de 8000 euro. De boete is afhankelijk van de hoogte van het inkomen van de prostituant en het aantal keren dat hij of zij eerder is bestraft. Daarnaast stuurt de politie een brief naar het huisadres van de prostituant.
Ook in de Verenigde Staten worden prostituanten actief bestreden. Zo worden door de politie in Chicago foto's gepubliceerd van prostituanten.
Zie ook Wet strafbaarstelling misbruik prostituees die slachtoffer zijn van mensenhandel.